# کناره شسته

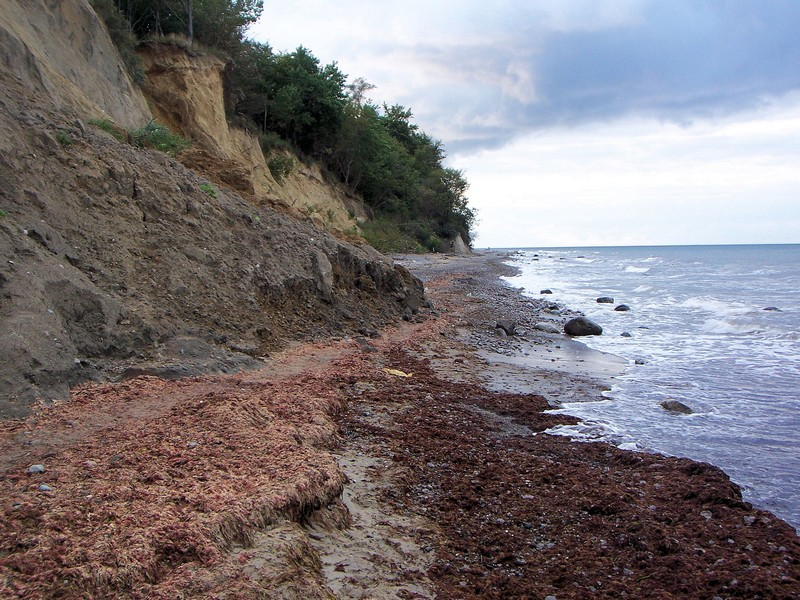
دو حاشیه شستشوی متوالی (مرکز و پایین سمت راست) شامل جلبک دریایی و علف مارماهی.

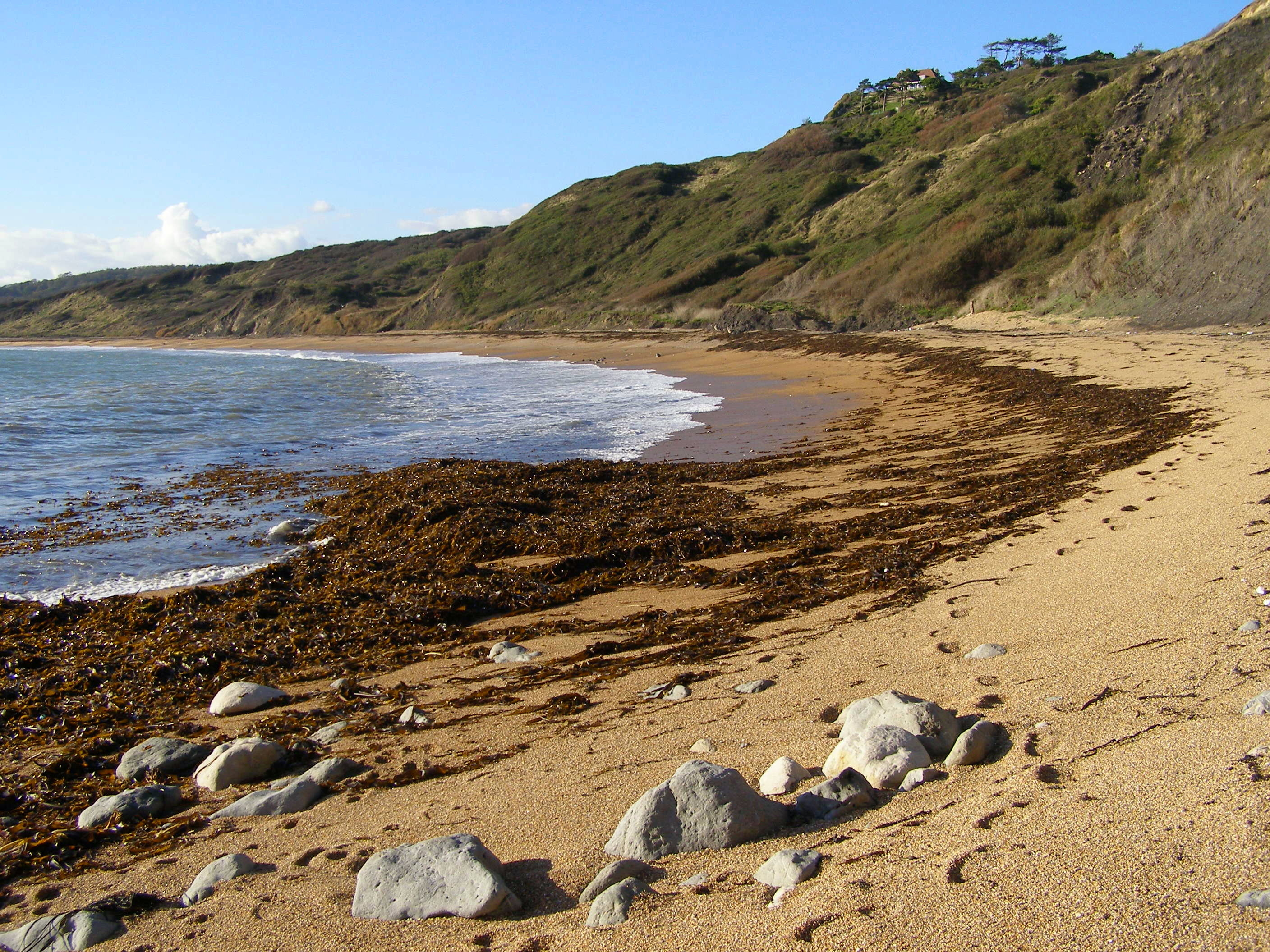
خط بند در ساحل رینگستد، دورست، بریتانیا

کناره شسته (به انگلیسی: Wash margin) یا لبه شسته (wash fringe) که به عنوان خط رانش (drift line) یا خط پیچ‌خورده (wrack line)، نیز شناخته می‌شود (به آلمانی: Spülsaum) ناحیه‌ای از ساحل است که مواد در آن نهشته یا شسته می‌شود. اغلب در امتداد حاشیه یک بدنه آبی قرار دارد و به دلیل تغییر در سطح آب می‌تواند چندین نوار وجود داشته باشد. در نتیجه غنای مواد مغذی که در چنین لبه‌های شستشو وجود دارد، گونه‌های پیشتاز اغلب در اینجا دیده می‌شوند، که برای مثال، در سواحل دریای بالتیک از علف‌ها و کلم پیچ دریایی تشکیل شده‌اند.